# ضياء الدين سلهري
ضياء الدين أحمد سلهري (باللغة الأردية: ضیاء الدین احمد سلہری)، (1913-21 أبريل 1999) كان صحفيًا سياسيًا باكستانيًا وكاتبًا محافظًا ومؤلفًا وناشطًا في حركة باكستان. يعتبر أحد رواد الصحافة المطبوعة في باكستان. كتب العديد من الكتب التاريخية والسياسية عن باكستان وكذلك الإسلام في شبه القارة الآسيوية الجنوبية.

## نشاطه
انتقل إلى كراتشي بعد أن أصبح متحالفًا سياسيًا مع الرابطة الإسلامية الباكستانية بقيادة محمد علي جناح. ودعماً لحركة باكستان كتب العديد من الأعمدة والآراء السياسية في صحافة الشرق بالإضافة إلى الصحف المسائية البريطانية.
كما قام بتأليف كتاب «الطريق إلى السلام وباكستان» عام 1944، و«قائدي» عام 1945؛ وكلها حضت بشكل كبير الأهداف السياسية لحركة باكستان والاستقلال عن الهند البريطانية. وفي عام 1946 غادر إلى المملكة المتحدة لكنه عاد إلى باكستان بعد التقسيم. عمل محررًا مساعدًا في صحيفة داون الناطقة باللغة الإنجليزية. ثم عمل في باكستان تايمز في عام 1947، وعمل كمراسل لها في لندن. وخدم بالجيش الباكستاني، وحصل على رتبة عقيد في عام 1965.

## وفاته
في عام 1992 انضم إلى وكالة الأنباء الدولية وأصبح رئيس تحريرها. أصيب بالسرطان وأمراض القلب في عام 1995. توفي في عام 1999 بسبب قصور في القلب في مستشفى جناح.